# Acrolophus unipectinicornus
Acrolophus unipectinicornus är en fjärilsart som beskrevs av Hasbrouck 1964. Acrolophus unipectinicornus ingår i släktet Acrolophus och familjen Acrolophidae. Inga underarter finns listade i Catalogue of Life.